# عزلة الوريف (تعز)

تعديل مصدري - تعديل

عزلة الوريف هي إحدى عزل مديرية مقبنة في محافظة تعز اليمنية ويبلغ تعداد سكانها 4099 نسمة حسب التعداد السكاني في اليمن لعام 2004.

## روابط خارجية
- الجهاز المركزي للإحصاء بالجمهورية اليمنية
- المركز الوطني للمعلومات باليمن
- World Gazetteer:Yemen
- الدليل الشامل